# Tần số chuẩn hóa (đơn vị)
Tần số chuẩn hóa là một đơn vị đo tần số tương đương với chu kỳ/mẫu. Trong xử lý tín hiệu số (DSP), biến thời gian liên tục, t, với đơn vị giây, được thay thế bằng biến số nguyên rời rạc, n, bằng đơn vị mẫu. Chính xác hơn, biến thời gian, tính bằng giây, đã được chuẩn hóa (chia) cho khoảng thời gian lấy mẫu, T (giây/mẫu), khiến thời gian có các giá trị nguyên thuận tiện tại thời điểm lấy mẫu. Thực tiễn này tương tự như khái niệm đơn vị tự nhiên, nghĩa là đơn vị thời gian tự nhiên trong hệ thống DSP là các mẫu.
Giá trị chuẩn hóa của một biến tần số, {\displaystyle \textstyle f} (chu kỳ / giây), là {\displaystyle \textstyle f/f_{s},} , trong đó {\displaystyle \textstyle f_{s}=1/T}  là tốc độ lấy mẫu có đơn vị mẫu/giây. Tần số tối đa có thể được trình bày một cách rõ ràng bởi các dữ liệu kỹ thuật số là {\displaystyle \textstyle f_{s}/2}  (được gọi là tần số Nyquist) khi các mẫu là số thực và {\displaystyle \textstyle f_{s}}  khi các mẫu là số phức. Các giá trị chuẩn hóa của các giới hạn này tương ứng là 0,5 và 1,0 chu kỳ / mẫu. Điều này có lợi thế là đơn giản, nhưng (tương tự như các đơn vị tự nhiên) có một nhược điểm tiềm tàng là làm mất đi sự rõ ràng và hiểu biết, vì các hằng số này {\displaystyle \textstyle T} và {\displaystyle \textstyle f_{s}} sau đó được bỏ qua các biểu thức toán học của các định luật vật lý.
Sự đơn giản được của các đơn vị chuẩn hóa được dùng nhiều trong sách giáo khoa, trong đó không gian bị giới hạn và trong đó các đơn vị thực sự phụ thuộc vào điểm của một định lý hoặc chứng minh của nó. Nhưng có một lợi thế khác trong lĩnh vực DSP (so với vật lý), bởi vì {\displaystyle \textstyle T} và {\displaystyle \textstyle f_{s}} không phải là "hằng số vật lý phổ quát". Việc sử dụng tần số chuẩn hóa cho phép ta trình bày các khái niệm phổ quát cho tất cả các tỷ lệ mẫu theo cách không phụ thuộc vào tốc độ mẫu. Một ví dụ về khái niệm như vậy là một thiết kế bộ lọc kỹ thuật số có băng thông được chỉ định không phải bằng hertz, mà là tỷ lệ phần trăm của tốc độ mẫu của dữ liệu đi qua nó. Các công thức thể hiện dưới dạng {\displaystyle \textstyle f_{s}}  và/hoặc {\displaystyle \textstyle T}  dễ dàng chuyển đổi thành tần số chuẩn hóa bằng cách đặt các tham số đó thành 1. Hoạt động nghịch đảo thường được thực hiện bằng cách thay thế các thể hiện của tham số tần số, {\displaystyle \textstyle f,}  với {\displaystyle \textstyle f/f_{s}}  hoặc là   {\displaystyle \textstyle f\cdot T.}